# ابوعبدالله محمد بن جعفر نعمانی
ابوعبدالله محمد بن ابراهیم بن جعفر کاتب نعمانی (در گذشت ۹۷۰ میلادی یا ۳۶۹ق) معروف به ابن ابی زینب از بزرگان شیعه در قرن چهارم است که کتاب الغیبه (غیبت) را پیرامون امام دوازدهم شیعیان و ظهور وی نوشت. 
این کتاب از قدیمی‌ترین و موثق‌ترین کتب شیعه پیرامون امام دوازدهم است که احتمالاً در حدود سالهای ۳۳۳ تا ۳۴۲ هجری قمری تألیف شده‌است.
مکان تولد وی روشن نیست اما در پس از سفر به شام در آنجا درگذشته است.